# كبريتيد ميثيل الأليل

كبريتيد ميثيل الأليل

كبريتيد ميثيل الأليل (بالإنجليزية: Allyl methyl sulfide)‏ هو مركب عضوي كبريتي صيغته الجزيئية هي CH2=CHCH2SCH3. يضم هذا الجزيء مجموعتين وظيفيتين هما الأليل (CH2=CHCH2-) والكبريتيد. إنه سائل عديم اللون ذا رائحة نفاذة مميزة لألكيلات الكبريتيد. هذا المركب هو أحد نواتج أيض الثوم، وهو المسئول الأساسي عن رائحة الثوم المميزة.